# دیوید کالینز (ورزشکار)
دیوید کالینز (انگلیسی: David Collins؛ زادهٔ october ۱۲, ۱۹۶۹ (۵۵ سال)) ورزشکار روئینگ اهل ایالات متحده آمریکا است.
وی در مسابقات کشوری و بین‌المللی در مجموع برندهٔ ۲ مدال برنز شده‌است.